# Табу Тегерана
«Табу Тегерана» (англ. Tehran Taboo) — австро-німецький анімаційний драматичний фільм 2017 року, повнометражний режисерський Алі Сузандеха. Фільм брав участь в секції Міжнародний тиждень критиків на 70-му Каннському міжнародному кінофестивалі (2017).
Фільм розповідає про чотирьох молодих людей — трьох вольових жінок і хлопця-музиканта, — шляхи яких перетинаються в наповненому заборонами Тегерані.

## У ролях
| • Ельміра Рафізадех   | … | Парі  |
| • Зара Амір Ебрахімі  | … | Сара  |
| • Араш Маранді        | … | Бабак |
| • Білал Яшар          | … | Еліас |
| • Негар Мона Алізадех | … | Доня  |
| • Паям Маджлессі      | … | Ахмад |

## Знімальна група
- Автор сценарію — Алі Сузандех
- Режисер-постановник — Алі Сузандех
- Продюсер — Алі Самаді Ахаді, Марк Фенсер, Франк Гейгер, Армін Гофманн
- Співпродюсер — Антонін Свобода, Бруно Вагнер
- Оператор — Мартін Гшлахт
- Композитор — Алі Н. Аскін
- Монтаж — Франк Гейгер, Андреа Мертенс
- Художник-постановник —
- Художник по костюмах — Еріка Навас

## Виробництво
Ідея фільму прийшла до режисера Алі Сузандеха у вагоні метро в Кельні, де він почув розмову двох молодих іранців, які обговорювали своє сексуальне життя на батьківщині. «Один з них розповідав про жінку, яка займалася проституцією на вулицях Тегерана й одночасно няньчилася з маленьким сином. Я замислився про це і почав писати сценарій», — пояснив Сузандех.
Кінострічка знімалася у Відні за допомогою захоплення руху і ротоскопіювання, тобто спочатку фільм знімався з живими акторами на фоні хромакею, а потім оброблявся на комп'ютері і перетворювався на анімацію.

## Критика
Фільм «Табу Тегерана» отримав позитивні відгуки критиків. Дебора Янг з The Hollywood Reporter назвала роботу Сузандеха «сміливим, хоча й дещо повчальним, дебютом». «Кожна сцена відбувається навколо релігійних і політичних репресій особистого життя людей в Ірані… і хоча відвертий підхід стрічки освіжає, проте не полишає відчуття переборщіння» — пише Янг.

## Нагороди та номінації
| Список нагород і номінацій                       | Список нагород і номінацій | Список нагород і номінацій          | Список нагород і номінацій | Список нагород і номінацій | Список нагород і номінацій |
| Кінопремія                                       | Дата церемонії             | Категорія                           | Номинант(и)                | Результат                  | Прим.                      |
| ------------------------------------------------ | -------------------------- | ----------------------------------- | -------------------------- | -------------------------- | -------------------------- |
| Каннський міжнародний кінофестиваль              | 25 травня 2017             | Гран-прі Nespresso                  | Табу Тегерана              | Номінація                  | [ 8 ] [ 9 ]                |
| Каннський міжнародний кінофестиваль              | 28.05.2017                 | Золота камера                       | Табу Тегерана              | Номінація                  | [ 8 ] [ 9 ]                |
| Міжнародний фестиваль анімаційних фільмів в Ансі | 17.06.2017                 | Найкращий повнометражний мультфільм | Табу Тегерана              | Номінація                  | [ 10 ]                     |

## Випуск
Світова прем'єра фільму «Табу Тегерана» під міжнародною назвою «Tehran Taboo» відбулася 20 травня 2017 року на 70-му Каннському міжнародному кінофестивалі. Проект став першим анімаційним фільмом за всю історію фестивалю, показаним у рамках «Тижня критики». Оскільки кінострічка є дебютною, вона ще змагалася за приз «Золота камера».